# Berlistye község
Berlistye község (románul: Comuna Berliște) község Krassó-Szörény megyében, Romániában. Központja Berlistye, beosztott falvai Jám, Mirkóc, Óruszolc, Újruszolc.

## Népessége
A 2011-es népszámlálás adatai alapján a község népessége 1164 fő volt.